# Сибирский рубль

Эмблема Российской республики, которая использовалась на купюрах 1918 г.

Сиби́рский рубль (казначейский знак Сибирского временного правительства, «сибирки») — денежная единица, выпускавшаяся последовательно Временным Сибирским правительством, Временным Всероссийским правительством и Российским правительством Верховного Правителя адмирала А. В. Колчака в Омске в 1918—1919 годах и получившая широкое распространение на территории Поволжья, Урала, Сибири, Забайкалья, Дальнего Востока и Маньчжурии.

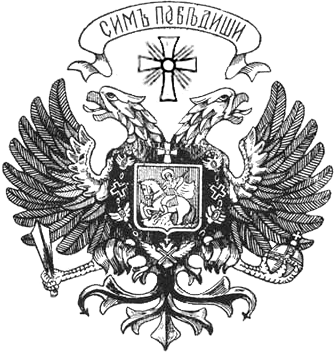
Прорисовка проекта герба Российского государства художника Г. А. Ильина, который использовался на купюрах 1919 года

Еще до провозглашения Колчака Верховным правителем России Временное Сибирское правительство выпустило пятипроцентные краткосрочные обязательства государственного казначейства Сибири достоинством в 500, 1000 и 5000 рублей и казначейские знаки — в 1, 5 и 10 рублей. При А. В. Колчаке к ним добавили казначейские знаки номиналом в 3 и 300 рублей.
Временное Всероссийское правительство (Директория) поместило на своих знаках «билибинского» двуглавого орла — без царской короны, скипетра, державы и гербов, заимствованного с печати Временного правительства 1917 года.
На казначейских знаках, выпускавшихся в период правления А. В. Колчака, государственный герб изображался в ином варианте. Над головами орла был помещен Георгиевский крест и девиз «Сим победиши!», в лапы вложен меч и монархическую эмблему территориальной целостности государства — державу (шар, увенчанный крестом), на груди был возвращён московский герб — изображение Георгия Победоносца.
Придя к власти, правительство Колчака признало деньги Сибирского Временного правительства и по их образцу выпускало свои казначейские знаки и краткосрочные обязательства; осенью 1919 г. осуществлялся выпуск денег американского производства — 50 коп. бон, и денежных суррогатов (облигаций и купонов I, II и III разрядов Внутреннего 4,5 % Выигрышного займа 1917 г.). В обиходе денежные знаки Временного Сибирского правительства и правительства Колчака (казначейские знаки, краткосрочные обязательства, американские полтинники, облигации и купоны) называли «сибирские» или «омские». После падения власти Колчака эмиссию «омских» денег в Сибири в 1920 г. для пополнения наличности касс осуществляли Иркутский Политцентр (5-25 января) и сменивший его Иркутский военно-революционный комитет (26 января-17 февраля). Все виды сибирских денег на территории Советской Сибири были аннулированы и изъяты в период с сентября 1919 по февраль 1920 гг.

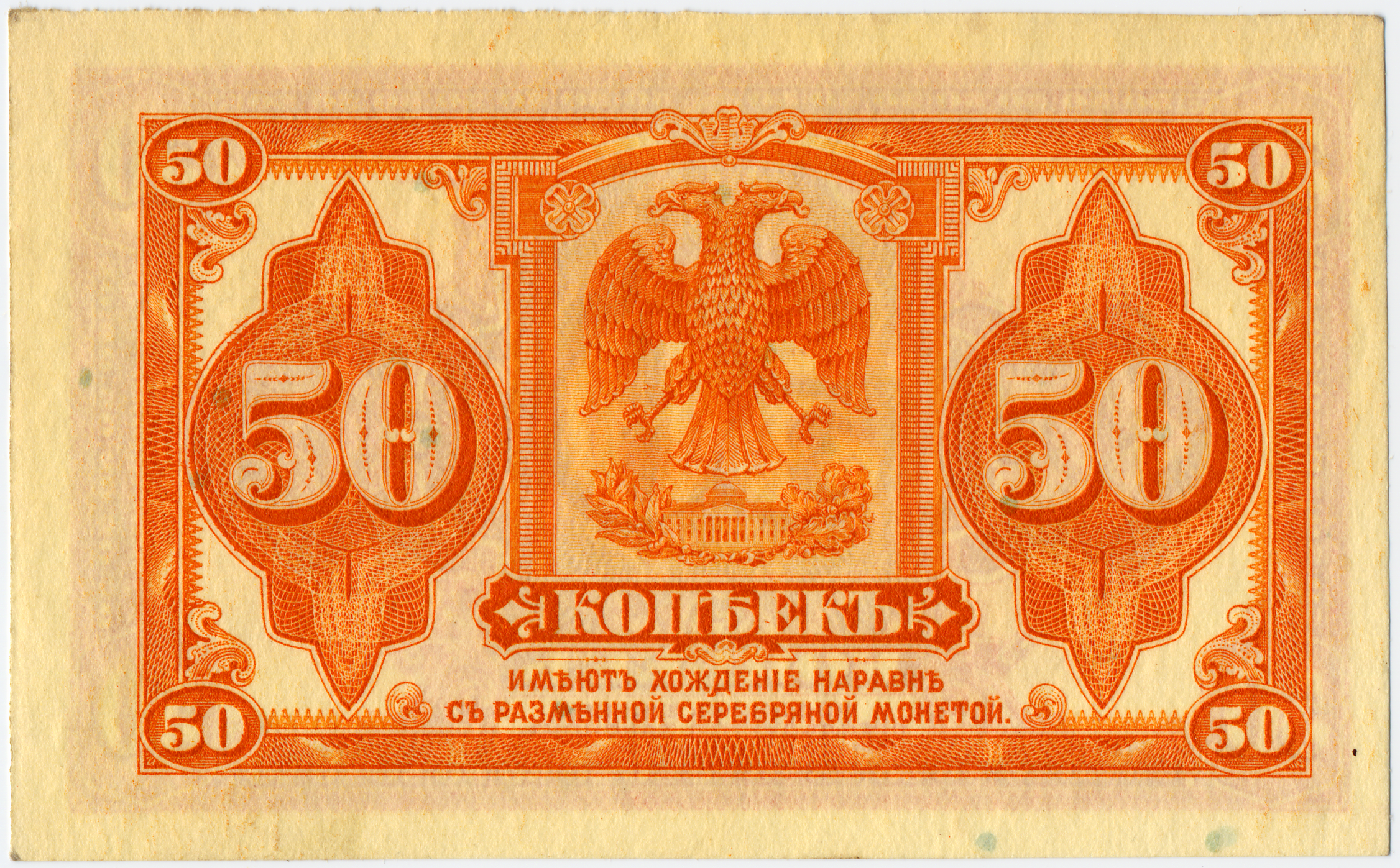
50 копеек. Аверс
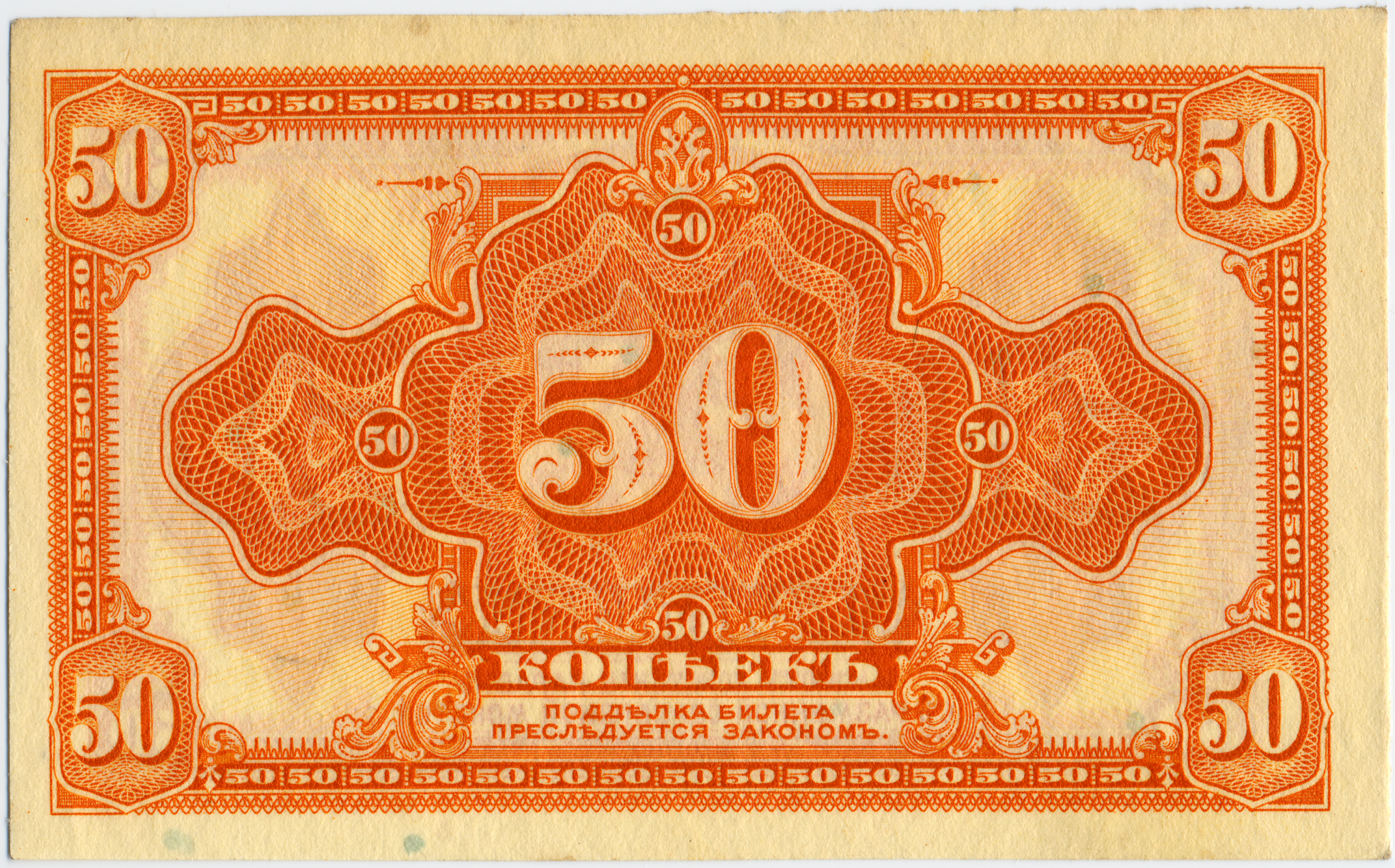
50 копеек. Реверс
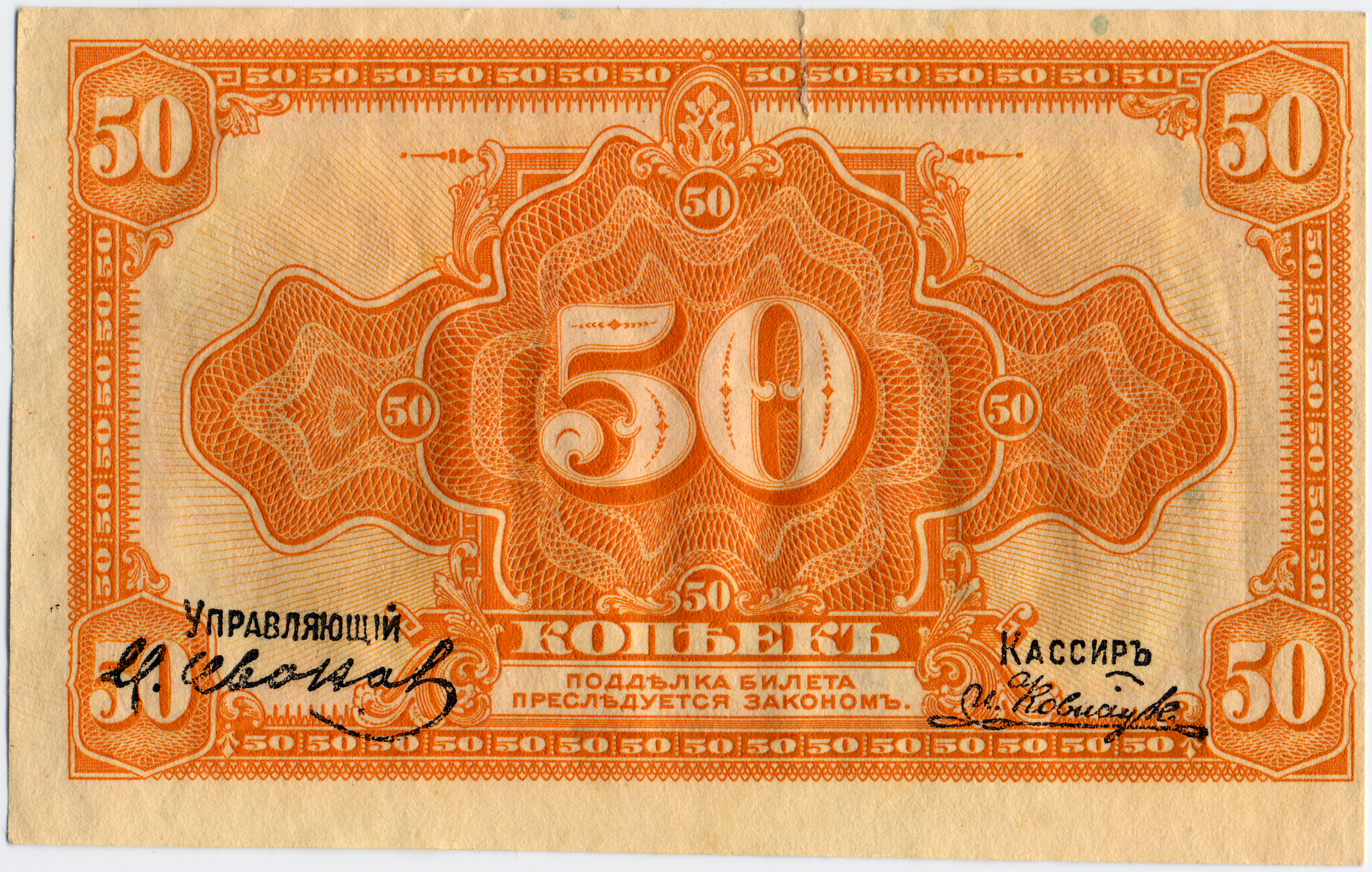
50 копеек. Реверс с подписями
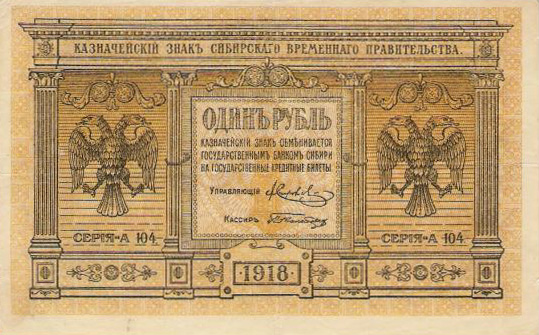
1 рубль 1918 года. Аверс
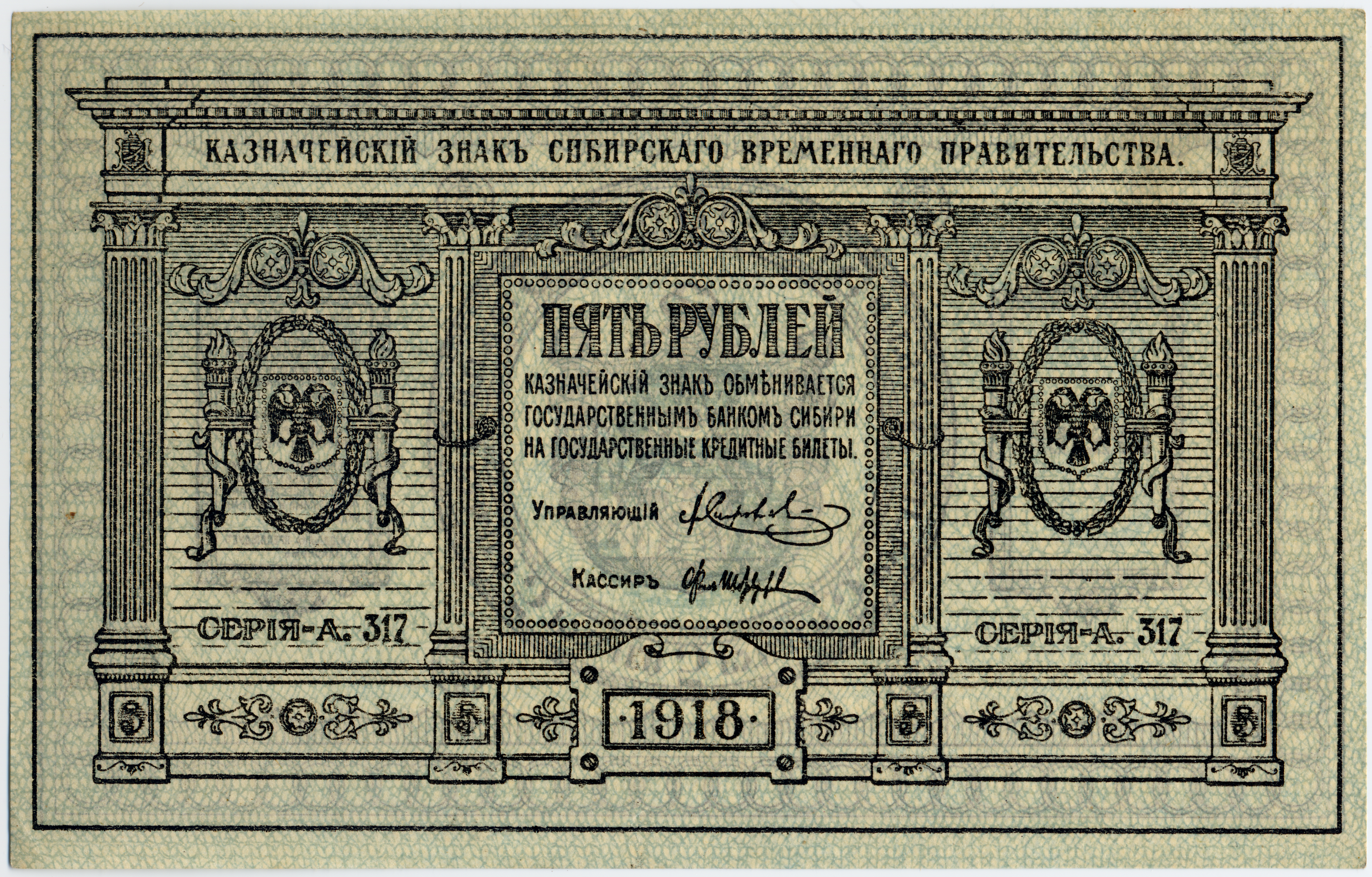
5 рублей 1918 года. Аверс
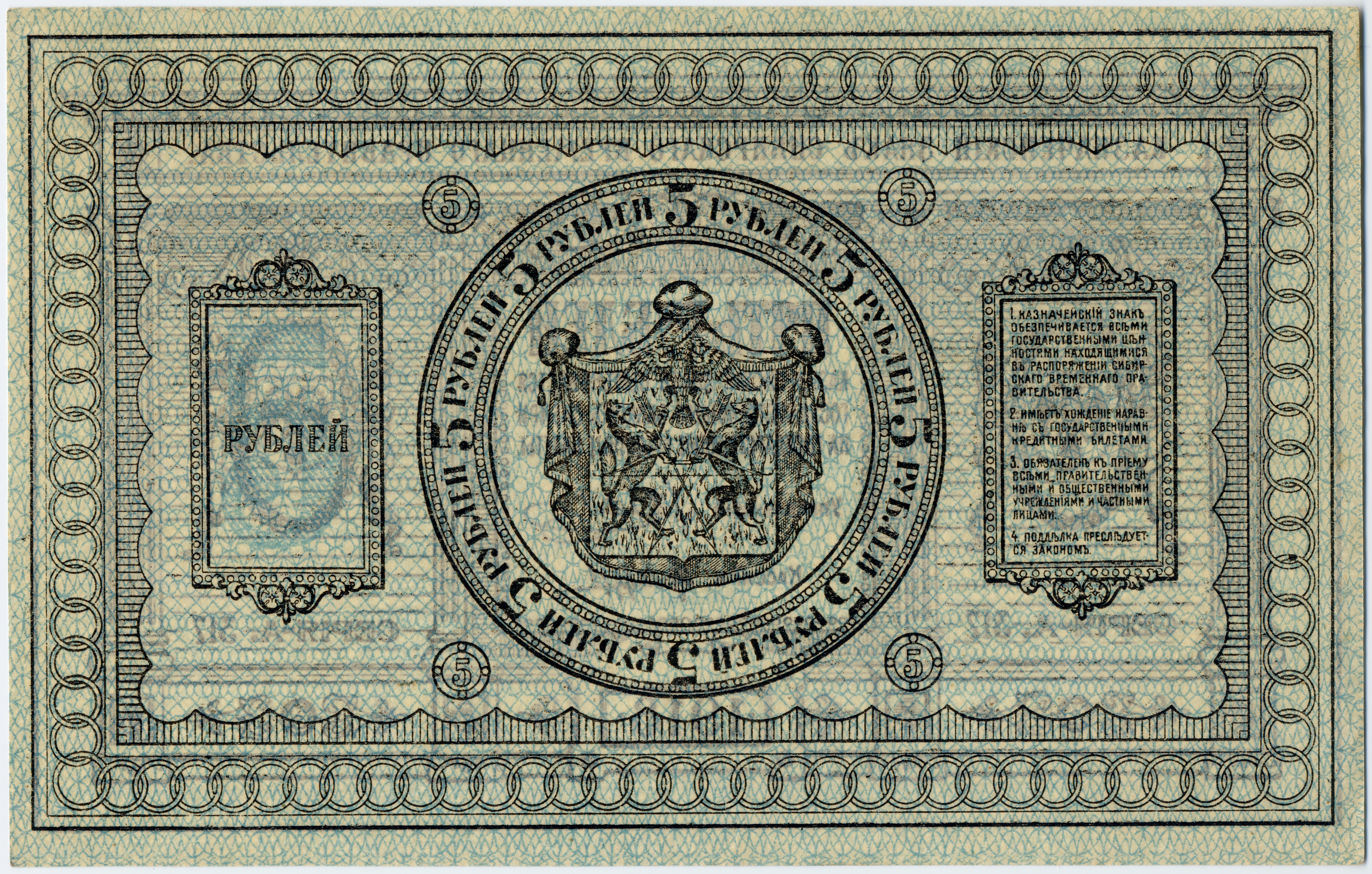
5 рублей 1918 года. Реверс
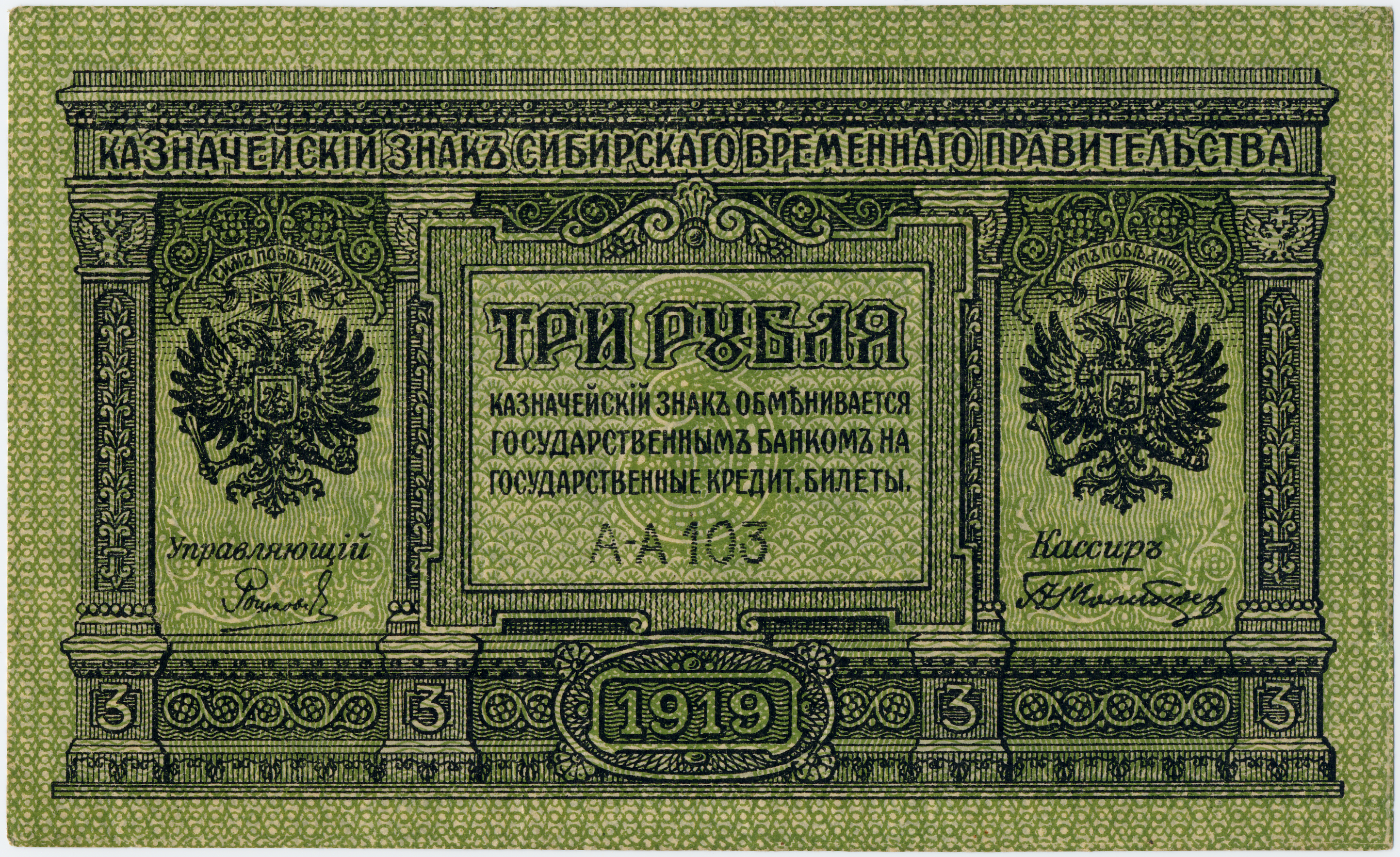
3 рубля 1919 года. Аверс
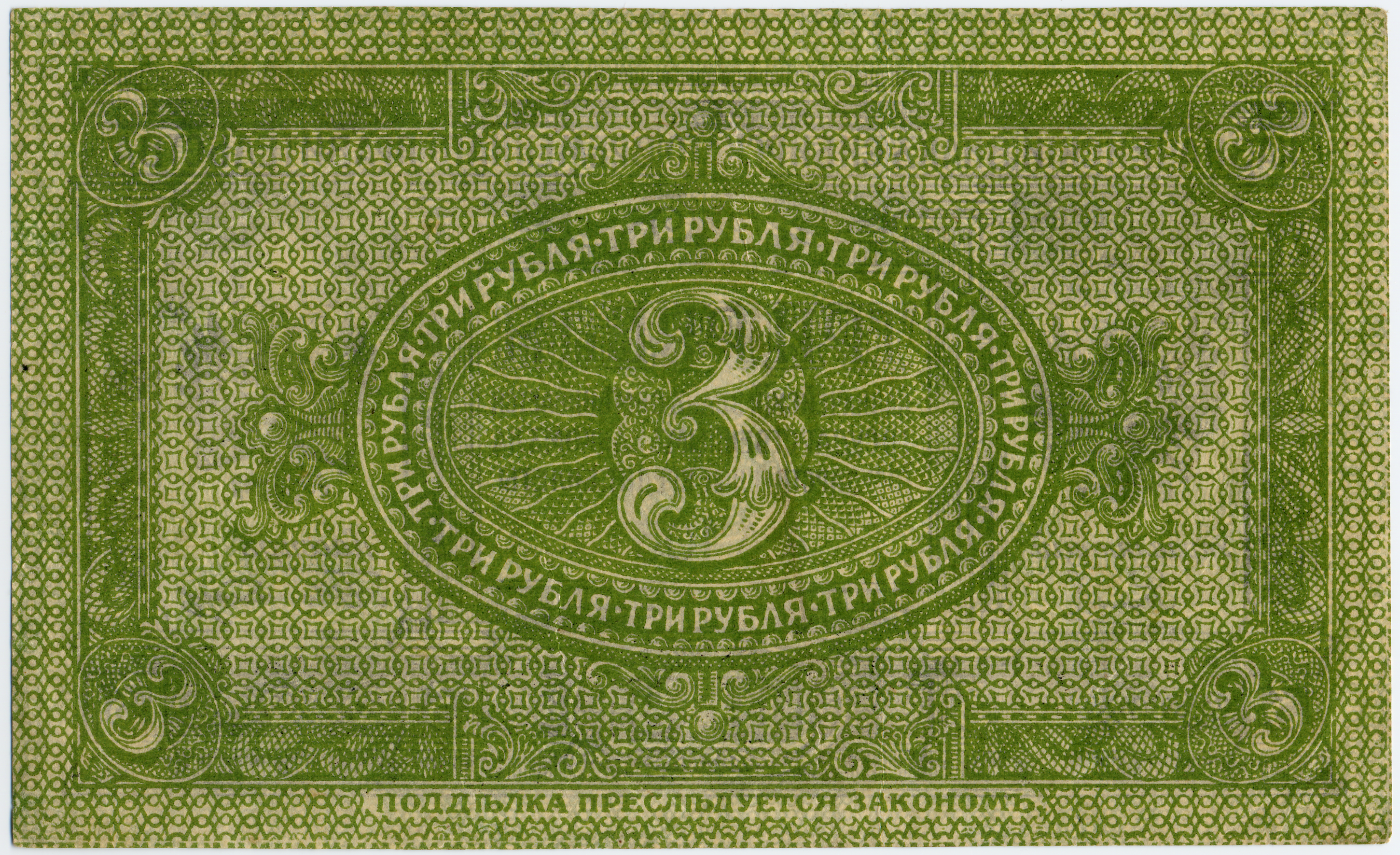
3 рубля 1919 года. Реверс
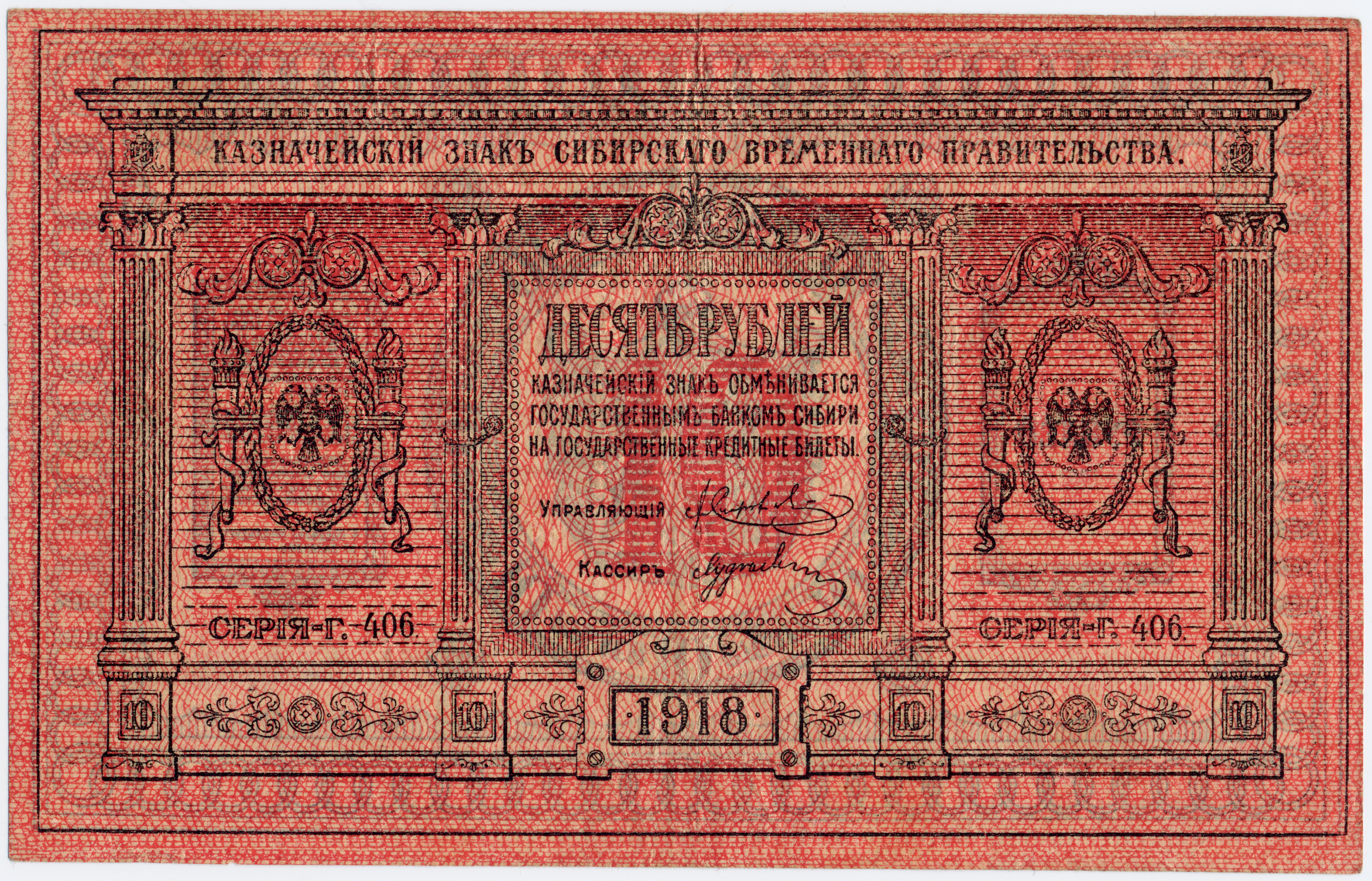
10 рублей 1918 года. Аверс
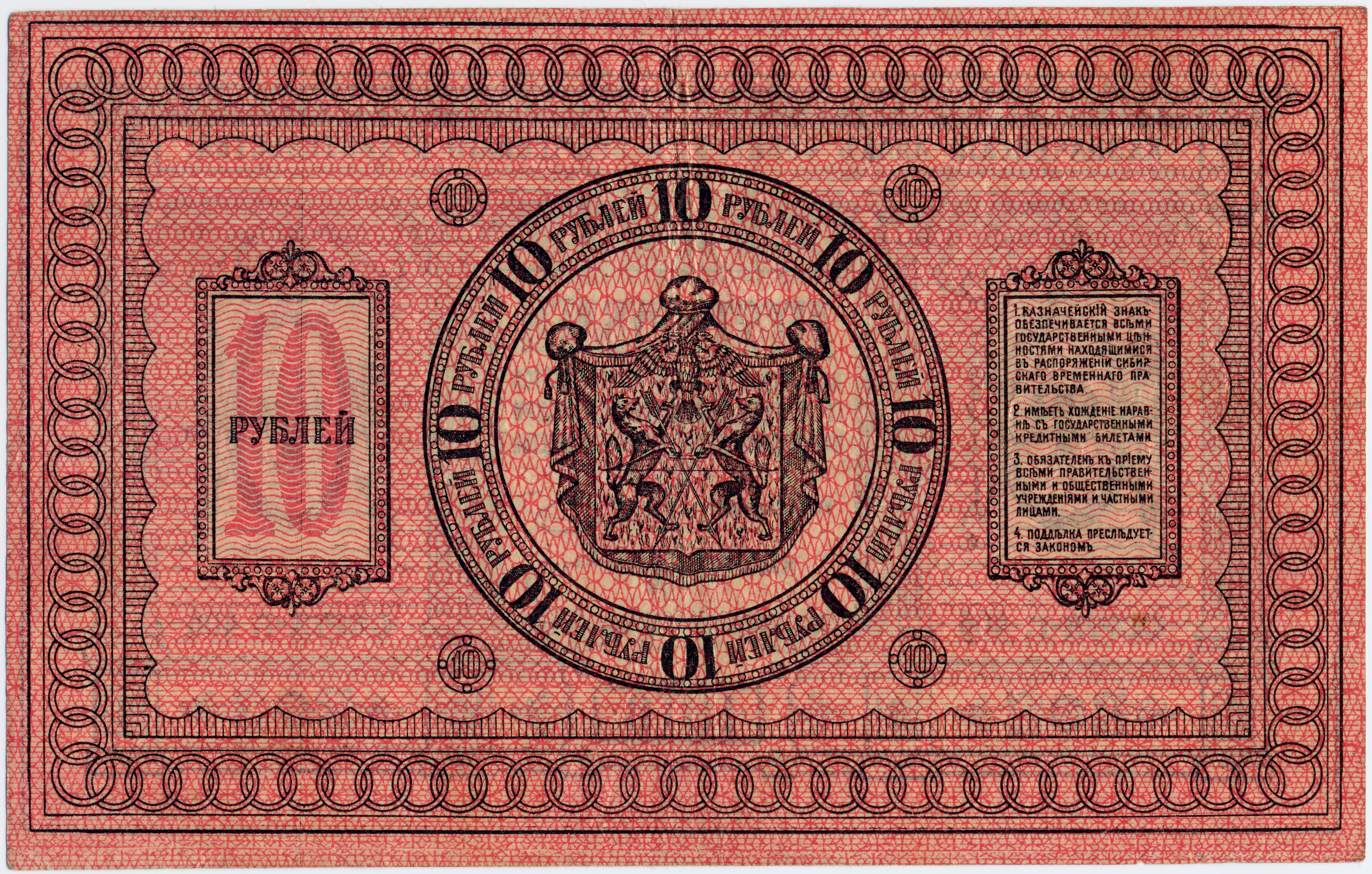
10 рублей 1918 года. Реверс